# Morti il 28 novembre
| Questa pagina contiene informazioni ricavate automaticamente dalle voci biografiche con l'ausilio del template Bio e di un bot. L'aggiornamento è periodico e automatico e ricostruisce completamente la pagina. Se manca una persona in questa lista, sei pregato di non aggiungerla, ma accertati piuttosto che la sua voce biografica contenga il template Bio e che i dati anagrafici siano correttamente compilati. Se il template Bio manca, inseriscilo tu stesso o, in alternativa, metti l'avviso {{tmp\|Bio}} che ne segnala la mancanza. Se i dati riportati sono sbagliati, correggi direttamente la voce biografica; le modifiche saranno visibili in questa lista entro pochi giorni. Per chiarimenti vedi il progetto biografie. La lista contiene solo le 539 persone che sono citate nell'enciclopedia e per le quali è stato implementato correttamente il template Bio. Pagina aggiornata al 9 lug 2025. |

## VIII secolo(2)
- 741 - Papa Gregorio III, papa, vescovo e santo siro (n. 690)
- 764 - Stefano il giovane, santo bizantino

## IX secolo(1)
- 819 - Liu Zongyuan, scrittore cinese (n. 773)

## XI secolo(1)
- 1058 - Casimiro I di Polonia, sovrano polacco (n. 1016)

## XII secolo(4)
- 1117 - Filippa di Tolosa, nobildonna
- 1122 - Ottocaro II di Stiria, nobile austriaco (n. 1082)
- 1169 - Federico V di Svevia, duca (n. 1164)
- 1199 - Michele di Corbeil, patriarca cattolico francese

## XIII secolo(3)
- 1213 - Uc de Mataplana, trovatore spagnolo
- 1231 - Valdemaro il Giovane, re danese (n. 1209)
- 1261 - Al-Mustansir, califfo

## XIV secolo(1)
- 1397 - Guglielmo Bevilacqua, condottiero italiano (n. 1334)

## XV secolo(5)
- 1405 - Astorre I Manfredi, condottiero italiano
- 1416 - Costanza di York, nobile inglese (n. 1374)
- 1472 - Giovanni Buccelleni, vescovo cattolico italiano (n. 1382)
- 1476 - Giacomo della Marca, presbitero, santo e francescano italiano (n. 1393)
- 1499 - Edoardo Plantageneto, XVII conte di Warwick, principe inglese (n. 1475)

## XVI secolo(6)
- 1514 - Hartmann Schedel, medico, storico e umanista tedesco (n. 1440)
- 1568 - Martino Bernardini, mercante e nobile italiano (n. 1487)
- 1576 - Edoardo del Portogallo, V duca di Guimarães, principe e politico portoghese (n. 1541)
- 1585 - Matteo Contarelli, cardinale francese (n. 1519)
- 1585 - Hernando Franco, compositore spagnolo (n. 1532)
- 1595 - Lala Mehmed Pascià, condottiero ottomano

## XVII secolo(19)
- 1610 - Lorenzo Scupoli, presbitero, religioso e scrittore italiano
- 1611 - Lanfranco Margotti, cardinale e vescovo cattolico italiano (n. 1559)
- 1615 - William Howard, III barone Howard di Effingham, nobile inglese (n. 1577)
- 1619 - Francesco Bonciani, letterato e arcivescovo cattolico italiano (n. 1552)
- 1640 - Ioasaf I, monaco cristiano e arcivescovo ortodosso russo
- 1652 - Bartholomeus van Bassen, architetto, pittore e disegnatore olandese (n. 1590)
- 1664 - Claude Chantelou, monaco cristiano francese (n. 1617)
- 1667 - Jean de Thévenot, viaggiatore, naturalista e botanico francese (n. 1633)
- 1675 - Basil Feilding, II conte di Denbigh, politico, ambasciatore e militare inglese (n. 1608)
- 1680 - Gian Lorenzo Bernini, scultore, urbanista e architetto italiano (n. 1598)
- 1680 - Giovanni Francesco Grimaldi, pittore e architetto italiano (n. 1606)
- 1680 - Athanasius Kircher, gesuita, filosofo e storico tedesco (n. 1602)
- 1684 - Tommaso Cornelio, medico, matematico e filosofo italiano (n. 1614)
- 1685 - Maffeo Barberini, II principe di Palestrina, nobile italiano (n. 1631)
- 1685 - Nicolas de Neufville de Villeroy, generale e nobile francese (n. 1598)
- 1687 - Pietro Valentini, vescovo cattolico italiano (n. 1619)
- 1694 - Matsuo Bashō, poeta giapponese (n. 1644)
- 1695 - Giovanni Paolo Colonna, compositore e organista italiano (n. 1637)
- 1698 - Louis de Buade de Frontenac, funzionario francese (n. 1622)

## XVIII secolo(27)
- 1704 - Maddalena Claudia del Palatinato-Zweibrücken-Birkenfeld, nobile tedesca (n. 1668)
- 1706 - Eleonora de Moura, nobile portoghese
- 1717 - Leodegar Bürgisser, abate svizzero (n. 1640)
- 1725 - Nikita Demidov, imprenditore russo (n. 1656)
- 1726 - Maddalena Sibilla di Sassonia-Weissenfels, duchessa tedesca (n. 1673)
- 1728 - Alexander Gordon, II duca di Gordon, nobile scozzese (n. 1678)
- 1732 - Ümmügülsüm Sultan, principessa ottomana (n. 1708)
- 1736 - Giovanni Paolo Feminis, inventore e profumiere italiano
- 1740 - Johann Adolf von Metsch, nobile e politico austriaco (n. 1672)
- 1740 - Günther XLIII di Schwarzburg-Sondershausen, principe (n. 1678)
- 1741 - Francesco Bertos, scultore italiano (n. 1678)
- 1747 - Carlo Leopoldo di Meclemburgo-Schwerin, nobile tedesco (n. 1678)
- 1760 - Pietro Paolo Vasta, pittore italiano (n. 1697)
- 1777 - Michiel van Huysum, pittore olandese (n. 1703)
- 1779 - Wilhelm Sebastian von Belling, generale prussiano (n. 1719)
- 1785 - William Whipple, militare e politico statunitense (n. 1730)
- 1788 - Carlo Cristiano di Nassau-Weilburg, principe tedesco (n. 1735)
- 1789 - Friedrich August Krubsacius, architetto tedesco (n. 1718)
- 1790 - Pierre Jaquet-Droz, orologiaio svizzero (n. 1721)
- 1793 - Marguerite-Louis-François Duport-Dutertre, politico e rivoluzionario francese (n. 1754)
- 1794 - Cesare Beccaria, giurista, filosofo e economista italiano (n. 1738)
- 1794 - Friedrich Wilhelm von Steuben, generale prussiano (n. 1730)
- 1799 - Giuseppe Leonardo Albanese, patriota e ufficiale italiano (n. 1759)
- 1799 - Domenico Bisceglia, patriota e politico italiano (n. 1756)
- 1799 - Vincenzo De Filippis, matematico, filosofo e patriota italiano (n. 1749)
- 1799 - Giuseppe Logoteta, patriota e politico italiano (n. 1758)
- 1799 - Gregorio Mattei, giornalista e politico italiano (n. 1761)

## XIX secolo(63)
- 1801 - Déodat de Dolomieu, geologo francese (n. 1750)
- 1807 - Louis-Apollinaire de La Tour du Pin-Montauban, arcivescovo cattolico francese (n. 1741)
- 1809 - Emmanuel Crétet, politico francese (n. 1747)
- 1809 - Jakob Heinrich Laspeyres, avvocato e entomologo tedesco (n. 1769)
- 1811 - Caterina di Schleswig-Holstein-Sonderburg-Beck, nobildonna tedesca (n. 1750)
- 1815 - Johann Peter Salomon, violinista e compositore tedesco (n. 1745)
- 1822 - Bartolomé Hidalgo, scrittore, poeta e drammaturgo uruguaiano (n. 1788)
- 1822 - Mulay Sulayman, sultano marocchino (n. 1760)
- 1823 - Giovanni Battista Bagutti, pittore svizzero (n. 1742)
- 1825 - Raphaël de Casabianca, generale e politico francese (n. 1738)
- 1825 - Maximilien Sébastien Foy, generale, politico e scrittore francese (n. 1775)
- 1825 - Franz Alban von Schraut, diplomatico e nobile austriaco (n. 1745)
- 1826 - Jean Thomas Guillaume Lorge, generale francese (n. 1767)
- 1826 - Francis Rawdon-Hastings, I marchese di Hastings, militare, politico e nobile britannico (n. 1754)
- 1827 - Johann Benjamin Erhard, medico, filosofo e scrittore tedesco (n. 1766)
- 1830 - Joseph Pain, drammaturgo, poeta e saggista francese (n. 1773)
- 1834 - Alois von Gavasini, generale austriaco (n. 1762)
- 1840 - Michel Silvestre Brayer, generale francese (n. 1769)
- 1844 - Bartolomeo Signoroni, chirurgo italiano (n. 1797)
- 1845 - Melezio III di Costantinopoli, arcivescovo ortodosso greco (n. 1772)
- 1848 - Jacob Sturm, incisore tedesco (n. 1771)
- 1848 - Amalia di Württemberg, principessa tedesca (n. 1799)
- 1849 - Mario Giannuzzi, militare e politico italiano (n. 1775)
- 1851 - Vincent Priessnitz, medico ceco (n. 1799)
- 1852 - Emmanuel Xánthos, rivoluzionario greco (n. 1772)
- 1853 - Thomas Bradford, generale britannico (n. 1777)
- 1854 - Fortuné Leydet, politico e militare francese (n. 1780)
- 1858 - Johann Heinrich Kopp, mineralogista e medico tedesco (n. 1777)
- 1859 - Washington Irving, scrittore statunitense (n. 1783)
- 1860 - Christian Karl Josias von Bunsen, scrittore e diplomatico tedesco (n. 1791)
- 1861 - Manuel Antonio de Almeida, scrittore brasiliano (n. 1830)
- 1862 - Flaminio Lolli, patriota e letterato italiano (n. 1797)
- 1862 - Charles Wimar, pittore e illustratore statunitense (n. 1828)
- 1864 - Pizzichicchio, brigante italiano (n. 1837)
- 1864 - Giuseppe Schiavone, brigante italiano (n. 1838)
- 1865 - José Manuel Pareja, marinaio e militare spagnolo (n. 1813)
- 1865 - Sergej Grigor'evič Volkonskij, generale e rivoluzionario russo (n. 1788)
- 1870 - Jean-Frédéric Bazille, pittore francese (n. 1841)
- 1870 - Giuseppe Canestrini, storico e bibliotecario italiano (n. 1807)
- 1871 - Luigi Ferrario, storico, archivista e paleografo italiano (n. 1812)
- 1871 - Théophile Ferré, politico e giornalista francese (n. 1846)
- 1871 - Mattia Montecchi, politico e patriota italiano (n. 1816)
- 1871 - Louis Rossel, militare francese (n. 1844)
- 1873 - Edoardo Castelli, politico italiano (n. 1807)
- 1873 - Caterina Scarpellini, astronoma e scienziata italiana (n. 1808)
- 1877 - Clemente de Caesaris, patriota e poeta italiano (n. 1810)
- 1878 - Marco Aurelio Zani de Ferranti, chitarrista, compositore e letterato italiano (n. 1801)
- 1879 - Michel Chevalier, economista francese (n. 1806)
- 1882 - J.J. McCarthy, architetto irlandese (n. 1817)
- 1885 - Michele Del Monte, oculista italiano (n. 1838)
- 1885 - Edward Adolphus Seymour, XII duca di Somerset, nobile e politico britannico (n. 1804)
- 1886 - Constant Cornelis Huijsmans, pittore olandese (n. 1810)
- 1886 - Charles-Jean Seghers, missionario e arcivescovo cattolico belga (n. 1839)
- 1889 - Jane Hunt, attivista statunitense (n. 1812)
- 1889 - Richard von Volkmann, chirurgo tedesco (n. 1830)
- 1891 - Ferdinando Palasciano, chirurgo e politico italiano (n. 1815)
- 1892 - Agostino Burgarella Ajola, imprenditore e patriota italiano (n. 1823)
- 1892 - Alfonso Corradi, medico italiano (n. 1833)
- 1893 - Alexander Cunningham, archeologo e numismatico britannico (n. 1814)
- 1894 - Charles Thomas Newton, archeologo britannico (n. 1816)
- 1898 - Francisco Gregorio Billini, scrittore, politico e pedagogo dominicano (n. 1844)
- 1898 - Conrad Ferdinand Meyer, scrittore svizzero (n. 1825)
- 1899 - Virginia Oldoini, agente segreta italiana (n. 1837)

## XX secolo(248)
- 1901 - Heinrich Gottfried Philipp Gengler, storico tedesco (n. 1817)
- 1901 - Domenico Pittarini, scrittore e poeta italiano (n. 1829)
- 1904 - Aleksandr Ivanovič Morozov, pittore russo (n. 1835)
- 1904 - Hermann de Pourtalès, velista svizzero (n. 1847)
- 1904 - Matthew Ridley, I visconte Ridley, politico inglese (n. 1842)
- 1906 - Salvatore Postiglione, pittore italiano (n. 1861)
- 1907 - Stanisław Wyspiański, pittore, poeta e architetto polacco (n. 1869)
- 1908 - John L. Gibbs, politico statunitense (n. 1838)
- 1908 - Karl Theodor von Inama-Sternegg, economista, statistico e storico austriaco (n. 1843)
- 1910 - Francesco Brescia Morra, prefetto, giornalista e politico italiano (n. 1832)
- 1912 - Otto Brahm, critico letterario, storico della letteratura e regista teatrale tedesco (n. 1856)
- 1912 - Edoardo Giraud, attore e commediografo italiano (n. 1839)
- 1913 - Henry Potonié, botanico tedesco (n. 1857)
- 1913 - Ignazio Zuccaro, vescovo cattolico italiano (n. 1839)
- 1914 - Johann Wilhelm Hittorf, fisico tedesco (n. 1824)
- 1914 - James Stopford, V conte di Courtown, nobile irlandese (n. 1823)
- 1914 - Emilio Visconti Venosta, diplomatico e politico italiano (n. 1829)
- 1915 - Eduard Lebiedzki, pittore austriaco (n. 1862)
- 1915 - Mubarak Al Sabah, emiro kuwaitiano (n. 1837)
- 1915 - Ferdinand Sarrien, politico francese (n. 1840)
- 1915 - Ferruccio Trombi, generale italiano (n. 1858)
- 1916 - Martinus Theunis Steyn, politico sudafricano (n. 1857)
- 1917 - Salvador Sánchez Barbudo, pittore spagnolo (n. 1857)
- 1917 - Christian Christiansen, fisico danese (n. 1843)
- 1918 - Giuseppe Ellena, militare italiano (n. 1839)
- 1918 - Daniel Hug, calciatore e allenatore di calcio svizzero (n. 1884)
- 1918 - Gegham Ter-Karapetian, scrittore, educatore e scrittore armeno (n. 1865)
- 1920 - Pietro Bertolini, politico italiano (n. 1859)
- 1921 - 'Abdu'l-Bahá, persiano (n. 1844)
- 1922 - Friedrich von Kenner, archeologo e numismatico austriaco (n. 1834)
- 1923 - Karel de Bazel, architetto, incisore e designer olandese (n. 1869)
- 1925 - Alberto Peratoner, chimico italiano (n. 1862)
- 1925 - Alfred Perot, fisico francese (n. 1863)
- 1925 - Giuseppe Ridolfi, arcivescovo cattolico italiano (n. 1859)
- 1926 - Emilio Bonelli, militare, scrittore e esploratore spagnolo (n. 1854)
- 1926 - Takahira Kogorō, diplomatico giapponese (n. 1854)
- 1926 - Giulio Masnada, ebanista e intarsiatore italiano (n. 1852)
- 1927 - John William Griggs, politico statunitense (n. 1849)
- 1927 - Arthur Wichmann, geologo e mineralogista tedesco (n. 1851)
- 1928 - Frank Fletcher, ammiraglio statunitense (n. 1855)
- 1929 - Karl Bulla, fotografo russo (n. 1855)
- 1929 - Charles Maigne, regista e sceneggiatore statunitense (n. 1879)
- 1930 - Costantino VI di Costantinopoli, arcivescovo ortodosso greco (n. 1859)
- 1930 - Almerico da Schio, scienziato, pioniere dell'aviazione e patriota italiano (n. 1836)
- 1930 - Erik Ludvig Henningsen, pittore e illustratore danese (n. 1855)
- 1931 - Carlo Fossa Mancini, ingegnere italiano (n. 1854)
- 1931 - Francesco Borgia Sedej, arcivescovo cattolico austro-ungarico (n. 1854)
- 1931 - Hermann Thoms, chimico tedesco (n. 1859)
- 1931 - Theodore Wharton, regista e produttore cinematografico statunitense (n. 1875)
- 1932 - Vincenzo Sellaro, medico italiano (n. 1868)
- 1934 - Gabriel Franz Marenzi von Tagliuno und Talgate, generale austro-ungarico (n. 1861)
- 1934 - Coelho Neto, scrittore brasiliano (n. 1864)
- 1935 - Paolo Mattei Gentili, giornalista e politico italiano (n. 1874)
- 1935 - Georg Pauli, pittore svedese (n. 1855)
- 1936 - Vito Mercadante, sindacalista e poeta italiano (n. 1873)
- 1937 - Rose Cohen, giornalista inglese (n. 1894)
- 1937 - Magnús Guðmundsson, politico islandese (n. 1879)
- 1937 - Gyula Pikler, filosofo ungherese (n. 1864)
- 1938 - Svend Aage Castella, calciatore danese (n. 1890)
- 1938 - William McDougall, psicologo britannico (n. 1871)
- 1939 - Pietro Di Vico, magistrato e politico italiano (n. 1853)
- 1939 - James Naismith, docente, allenatore di pallacanestro e inventore canadese (n. 1861)
- 1939 - Gian Giacomo Ponti, ingegnere italiano (n. 1878)
- 1939 - Manfred von Richthofen, generale tedesco (n. 1855)
- 1940 - Luigi Falchi, scrittore, poeta e giornalista italiano (n. 1873)
- 1940 - Giorgio Graffer, ufficiale, aviatore e alpinista italiano (n. 1912)
- 1940 - Craven Hohler, schermidore britannico (n. 1907)
- 1940 - Jesse Livermore, economista statunitense (n. 1877)
- 1940 - Emilio Pizzi, musicista e compositore italiano (n. 1861)
- 1940 - Helmut Wick, aviatore tedesco (n. 1915)
- 1942 - Carmelo Borg Pisani, militare maltese (n. 1914)
- 1942 - Giovanni Ellero, etnologo italiano (n. 1910)
- 1942 - Francesco Maiore, militare e aviatore italiano (n. 1921)
- 1943 - Cesare Benelli, generale italiano (n. 1885)
- 1943 - Arthur Catterall, violinista e docente inglese (n. 1883)
- 1943 - Aleksander Hellat, politico e diplomatico estone (n. 1881)
- 1943 - Eduard Helly, matematico austriaco (n. 1884)
- 1944 - Giovanni Battista Beverini, diplomatico e politico italiano (n. 1872)
- 1944 - Robert A. Dillon, sceneggiatore e regista statunitense (n. 1889)
- 1944 - Elsbeth Ebertin, astrologa tedesca (n. 1880)
- 1944 - Mario Ginocchio, militare e partigiano italiano (n. 1923)
- 1944 - Willis Bradley Haviland, aviatore statunitense (n. 1890)
- 1944 - Ezio Lucarno, partigiano italiano (n. 1926)
- 1944 - Miro Luperi, partigiano italiano (n. 1911)
- 1944 - Augusto Stella, ingegnere e geologo italiano (n. 1863)
- 1945 - Dwight Filley Davis, tennista e politico statunitense (n. 1879)
- 1946 - Giuditta Levato, italiana (n. 1915)
- 1946 - Nusch Éluard, modella e artista francese (n. 1906)
- 1947 - Philippe Leclerc de Hauteclocque, generale francese (n. 1902)
- 1947 - Georg Schnéevoigt, direttore d'orchestra e violoncellista finlandese (n. 1872)
- 1948 - Emilio Albertario, giurista e storico italiano (n. 1885)
- 1948 - George Horine, altista statunitense (n. 1890)
- 1948 - Dominique Marie Hồ Ngọc Cẩn, vescovo cattolico vietnamita (n. 1876)
- 1951 - Ahmet Nuri Diriker, militare turco (n. 1876)
- 1952 - Elena del Montenegro, regina montenegrina (n. 1873)
- 1953 - Rudolf Bauer, pittore tedesco (n. 1889)
- 1953 - Adalberto Migliorati, pittore e disegnatore italiano (n. 1902)
- 1953 - Frank Olson, biologo statunitense (n. 1910)
- 1954 - Enrico Fermi, fisico italiano (n. 1901)
- 1954 - María Goyri, filologa e critica letteraria spagnola (n. 1873)
- 1955 - Sidney Buller-Fullerton-Elphinstone, XVI Lord Elphinstone, scrittore e linguista britannico (n. 1869)
- 1956 - Mary Booth, medico australiana (n. 1869)
- 1956 - Károly Gundel, cuoco, imprenditore e scrittore ungherese (n. 1883)
- 1957 - Juan Giuria, architetto e storico dell'architettura uruguaiano (n. 1880)
- 1957 - Alfonso Ollearo, generale italiano (n. 1885)
- 1958 - Karl Flink, allenatore di calcio e calciatore tedesco (n. 1895)
- 1958 - Enrico Pasteur, calciatore, allenatore di calcio e pallanuotista italiano (n. 1882)
- 1958 - Manlio Stiavelli, militare e ingegnere italiano (n. 1889)
- 1959 - Davide Augusto Albarin, antifascista italiano (n. 1881)
- 1959 - Bruno Revel, francesista, germanista e traduttore italiano (n. 1895)
- 1960 - Jules Baillaud, astronomo francese (n. 1876)
- 1960 - Nicola Fasano, sindacalista e politico italiano (n. 1920)
- 1960 - Dirk Jan de Geer, politico e avvocato olandese (n. 1870)
- 1960 - Richard Wright, scrittore statunitense (n. 1908)
- 1961 - Agustín Eizaguirre, calciatore spagnolo (n. 1897)
- 1961 - Charles Henry O'Donoghue, zoologo britannico (n. 1885)
- 1961 - Eva Kühn, scrittrice, saggista e traduttrice russa (n. 1880)
- 1962 - Guglielmina dei Paesi Bassi, regina (n. 1880)
- 1963 - Karyn Kupcinet, attrice statunitense (n. 1941)
- 1963 - Lee Wallard, pilota automobilistico statunitense (n. 1910)
- 1964 - Vittorio Faccin, missionario italiano (n. 1934)
- 1964 - Jimmy McMullan, allenatore di calcio e calciatore scozzese (n. 1895)
- 1964 - Charles Meredith, attore statunitense (n. 1894)
- 1964 - Lamberto Petri, calciatore italiano (n. 1910)
- 1964 - Ville Pörhölä, discobolo, martellista e pesista finlandese (n. 1897)
- 1964 - Billy Walker, calciatore e allenatore di calcio inglese (n. 1897)
- 1966 - José Isbert, attore spagnolo (n. 1886)
- 1966 - Boris Podolsky, fisico russo (n. 1896)
- 1966 - Ferenc Szűts, ginnasta ungherese (n. 1891)
- 1968 - Shadia Abu Ghazaleh, attivista e politica palestinese (n. 1949)
- 1968 - Enid Blyton, scrittrice britannica (n. 1897)
- 1968 - Jean Delsarte, matematico francese (n. 1903)
- 1968 - Cosmo D'Angeli, pittore e scultore italiano (n. 1889)
- 1968 - Carleton Washburne, pedagogista statunitense (n. 1889)
- 1969 - Roy Barcroft, attore statunitense (n. 1902)
- 1970 - Giorgio Del Vecchio, filosofo e giurista italiano (n. 1878)
- 1970 - Alla Hors'ka, pittrice sovietica (n. 1929)
- 1970 - Nina Ricci, stilista italiana (n. 1883)
- 1970 - Fritz von Unruh, scrittore e drammaturgo tedesco (n. 1885)
- 1971 - Fernand Wertz, calciatore belga (n. 1894)
- 1972 - Aldo Andreoli, politico italiano (n. 1890)
- 1972 - Havergal Brian, compositore inglese (n. 1876)
- 1972 - Filippo Orsatti, ingegnere e politico italiano (n. 1885)
- 1972 - Sibilla di Sassonia-Coburgo-Gotha, principessa tedesca (n. 1908)
- 1973 - Umberto Albini, politico e prefetto italiano (n. 1895)
- 1973 - Martha Bibescu, nobildonna, scrittrice e poetessa rumena (n. 1886)
- 1974 - Konstantin Stepanovič Mel'nikov, architetto e pittore russo (n. 1890)
- 1975 - Pietro Barone, ammiraglio italiano (n. 1881)
- 1975 - Érico Veríssimo, scrittore brasiliano (n. 1905)
- 1976 - Humberto Elgueta, calciatore cileno (n. 1904)
- 1976 - Len Harvey, pugile inglese (n. 1907)
- 1976 - Bob McNaught, regista e produttore cinematografico britannico (n. 1915)
- 1976 - Rosalind Russell, attrice statunitense (n. 1907)
- 1977 - Davide Baiardo, pallanuotista e nuotatore italiano (n. 1888)
- 1977 - Trevor Bardette, attore statunitense (n. 1902)
- 1977 - Harold Cagle, velocista statunitense (n. 1913)
- 1977 - Daniel Chalonge, astronomo e astrofisico francese (n. 1895)
- 1977 - John Little McClellan, politico statunitense (n. 1896)
- 1977 - Bob Meusel, giocatore di baseball statunitense (n. 1896)
- 1977 - Mihály Pataki, calciatore ungherese (n. 1893)
- 1977 - Michail Vajman, violinista e docente sovietico (n. 1926)
- 1978 - Antonio Liberti, imprenditore e dirigente sportivo argentino (n. 1901)
- 1978 - André Morell, attore britannico (n. 1909)
- 1978 - Fernando Peyroteo, calciatore e allenatore di calcio portoghese (n. 1918)
- 1978 - Carlo Scarpa, architetto e designer italiano (n. 1906)
- 1979 - Giuseppe Sordini, musicista italiano (n. 1899)
- 1980 - Bernard Fergusson, generale, storico e politico britannico (n. 1911)
- 1980 - Giuseppe Filippo, poliziotto italiano (n. 1930)
- 1980 - Gavino Gabriel, compositore e etnomusicologo italiano (n. 1881)
- 1980 - Sarah Y. Mason, sceneggiatrice statunitense (n. 1896)
- 1980 - Mia May, attrice e cantante austriaca (n. 1884)
- 1980 - Birendranath Sircar, produttore cinematografico indiano (n. 1901)
- 1981 - Brasswell Deen, politico e allevatore statunitense (n. 1893)
- 1981 - Marcel Raymond, critico letterario svizzero (n. 1897)
- 1982 - Elena di Grecia, regina (n. 1896)
- 1983 - Christopher George, attore statunitense (n. 1928)
- 1983 - Marcel Houyoux, ciclista su strada belga (n. 1903)
- 1983 - Stefan Skoumal, calciatore austriaco (n. 1909)
- 1984 - Ricky Bell, giocatore di football americano statunitense (n. 1955)
- 1984 - Uberto di Löwenstein-Wertheim-Freudenberg, giornalista, scrittore e politico tedesco (n. 1906)
- 1984 - Hans Speidel, generale tedesco (n. 1897)
- 1985 - Karl Abt, pittore tedesco (n. 1899)
- 1985 - John McNally, giocatore di football americano e allenatore di football americano statunitense (n. 1903)
- 1985 - Antonio Enrico Monteleone, militare italiano (n. 1951)
- 1985 - Josef Smistik, allenatore di calcio e calciatore austriaco (n. 1905)
- 1986 - Gentile Bargero, calciatore italiano (n. 1901)
- 1986 - Emilio Scanavino, pittore e scultore italiano (n. 1922)
- 1987 - Goh Choo San, ballerino e coreografo cinese (n. 1948)
- 1987 - Luis Ibaseta, cestista cileno (n. 1913)
- 1987 - Wolfgang Liebeneiner, regista e attore tedesco (n. 1905)
- 1987 - Rubén Pagliari, cestista argentino (n. 1927)
- 1988 - Gus Bailey, cestista statunitense (n. 1951)
- 1988 - Angelo Fois, pittore italiano (n. 1910)
- 1988 - Håkon Walde, calciatore norvegese (n. 1907)
- 1989 - Arsenie Boca, religioso, teologo e artista rumeno (n. 1910)
- 1989 - Ernesto Civardi, cardinale e arcivescovo cattolico italiano (n. 1906)
- 1989 - Erwin Deyhle, calciatore tedesco (n. 1914)
- 1989 - Angelo Di Castro, architetto italiano (n. 1901)
- 1989 - Rate Furlan, attore, sceneggiatore e regista italiano (n. 1911)
- 1989 - Silvio Galizia, architetto svizzero (n. 1925)
- 1990 - Anders Birger Bohlin, paleontologo svedese
- 1990 - Ted Catlin, calciatore inglese (n. 1910)
- 1990 - Tamara De Treaux, attrice statunitense (n. 1959)
- 1990 - Božena Dobešová, ginnasta cecoslovacca (n. 1914)
- 1990 - Paco Godia, pilota automobilistico spagnolo (n. 1921)
- 1990 - Władysław Rubin, cardinale e vescovo cattolico polacco (n. 1917)
- 1991 - Anton Bilek, calciatore austriaco (n. 1903)
- 1991 - Carolina Rispoli, scrittrice italiana (n. 1893)
- 1991 - Giampaolo Saccarola, attore e doppiatore italiano (n. 1952)
- 1992 - Randall Duell, scenografo statunitense (n. 1903)
- 1992 - Pierre Marot, medievista francese (n. 1900)
- 1992 - Giovanni Musotto, politico e giurista italiano (n. 1907)
- 1992 - Sidney Nolan, pittore australiano (n. 1917)
- 1993 - Perry Broad, militare brasiliano (n. 1921)
- 1993 - Kenneth Connor, attore britannico (n. 1918)
- 1993 - Jerry Edmonton, batterista canadese (n. 1946)
- 1993 - Bubbles Hawkins, cestista statunitense (n. 1954)
- 1993 - Joe Kelly, pilota automobilistico irlandese (n. 1913)
- 1993 - Camillo Togni, compositore e pianista italiano (n. 1922)
- 1994 - Jeffrey Dahmer, serial killer statunitense (n. 1960)
- 1994 - Vicente Enrique y Tarancón, cardinale e arcivescovo cattolico spagnolo (n. 1907)
- 1994 - Franco Fortini, poeta, saggista e critico letterario italiano (n. 1917)
- 1994 - Karl Kerbach, calciatore austriaco (n. 1918)
- 1994 - Otilio Olguín, nuotatore e pallanuotista messicano (n. 1931)
- 1994 - Venancio Pérez García, calciatore spagnolo (n. 1921)
- 1994 - Frank Robbins, fumettista statunitense (n. 1917)
- 1994 - Jerry Rubin, politico e attivista statunitense (n. 1938)
- 1994 - Charles Howard, XII conte di Carlisle, nobile e militare inglese (n. 1923)
- 1995 - Suchan Babaev, politico sovietico (n. 1910)
- 1995 - Brunhilde Hendrix, velocista tedesca (n. 1938)
- 1996 - Charles Bressler, tenore statunitense (n. 1926)
- 1996 - Donald McNeill, tennista statunitense (n. 1918)
- 1996 - Vittorio Rovelli, calciatore italiano (n. 1916)
- 1997 - Tom Evenson, mezzofondista e siepista britannico (n. 1910)
- 1997 - Georges Marchal, attore francese (n. 1920)
- 1998 - Dante Fascell, politico statunitense (n. 1917)
- 1998 - Hemaiag Bedros XVII Guedikian, patriarca cattolico e abate armeno (n. 1905)
- 1998 - Pepe Kalle, cantante della Repubblica Democratica del Congo (n. 1951)
- 1998 - Celso Macor, scrittore, poeta e saggista italiano (n. 1925)
- 1998 - Angelo Rotondi, calciatore italiano (n. 1907)
- 1998 - Lucio Saffaro, scrittore e pittore italiano (n. 1929)
- 1999 - Giovanni Alterio, politico italiano (n. 1955)
- 1999 - Bethel Leslie, attrice statunitense (n. 1929)
- 2000 - Gregg Barton, attore statunitense (n. 1912)
- 2000 - Bernard Lutic, direttore della fotografia francese (n. 1943)
- 2000 - Henry B. Gonzalez, politico statunitense (n. 1916)
- 2000 - Liane Haid, attrice austriaca (n. 1895)
- 2000 - Francesco Virlinzi, produttore discografico italiano (n. 1959)

## XXI secolo(159)
- 2001 - Gunnar Hellström, attore, regista e sceneggiatore svedese (n. 1928)
- 2002 - Juan Carlos Díaz Quincoces, calciatore spagnolo (n. 1933)
- 2003 - Ted Bates, dirigente sportivo, allenatore di calcio e calciatore inglese (n. 1918)
- 2003 - Armand Cure, cestista e giocatore di football americano statunitense (n. 1919)
- 2003 - Terry Lester, attore statunitense (n. 1950)
- 2004 - Leroy Aarons, giornalista, editore e drammaturgo statunitense (n. 1933)
- 2004 - Sergio Castelletti, calciatore e allenatore di calcio italiano (n. 1937)
- 2004 - Cris Huerta, attore portoghese (n. 1935)
- 2004 - Corrado Roma, allenatore di calcio a 5, giocatore di calcio a 5 e calciatore italiano (n. 1961)
- 2004 - Aldo Tavella, pittore italiano (n. 1909)
- 2005 - Jack Concannon, giocatore di football americano statunitense (n. 1943)
- 2005 - Carl Forssell, schermidore svedese (n. 1917)
- 2005 - Anne-Marie Imbrecq, aviatrice francese (n. 1911)
- 2005 - Tony Meehan, batterista e compositore britannico (n. 1943)
- 2005 - David Roy Shackleton Bailey, filologo classico britannico (n. 1917)
- 2006 - Arioldo Arioldi, partigiano italiano (n. 1924)
- 2006 - Enrico Catuzzi, allenatore di calcio e calciatore italiano (n. 1946)
- 2006 - Stelio Fiorenza, regista teatrale, regista cinematografico e sceneggiatore italiano (n. 1945)
- 2006 - Max Merkel, allenatore di calcio e calciatore austriaco (n. 1918)
- 2006 - Saverio Monteleone, politico italiano (n. 1930)
- 2006 - Bernard Orchard, biblista inglese (n. 1910)
- 2006 - Ljubov' Poliščuk, attrice russa (n. 1949)
- 2006 - Franco Rossi, violoncellista italiano (n. 1921)
- 2006 - Primo Volpi, ciclista su strada italiano (n. 1916)
- 2007 - Jeanne Bates, attrice statunitense (n. 1918)
- 2007 - Don'o Donev, animatore, regista e artista bulgaro (n. 1929)
- 2007 - Bobby Simpson, giocatore di football americano, cestista e dirigente sportivo canadese (n. 1930)
- 2008 - Enrico De Seta, disegnatore, illustratore e pittore italiano (n. 1908)
- 2008 - Henryk Janduda, calciatore polacco (n. 1924)
- 2008 - Carlo Moiso, psicologo, medico e psicoterapeuta italiano (n. 1945)
- 2008 - Edoardo Ricci, vescovo cattolico italiano (n. 1928)
- 2008 - German Skurygin, marciatore russo (n. 1968)
- 2008 - Tengku Budriah, sovrana malese (n. 1924)
- 2009 - Gilles Carle, regista e sceneggiatore canadese (n. 1928)
- 2009 - Giovan Carlo Iozzelli, politico italiano (n. 1929)
- 2009 - Takeo Kajiwara, giocatore di go giapponese (n. 1923)
- 2009 - Tony Kendall, attore italiano (n. 1936)
- 2009 - Sergio Sartorelli, ingegnere e designer italiano (n. 1928)
- 2010 - Samuel Cohen, fisico statunitense (n. 1921)
- 2010 - John D'Agostino, disegnatore e fumettista italiano (n. 1929)
- 2010 - Guglielmo Gorni, filologo e italianista italiano (n. 1945)
- 2010 - Volodymyr Maslačenko, calciatore e giornalista sovietico (n. 1936)
- 2010 - Katsuya Miyahira, artista marziale e karateka giapponese (n. 1918)
- 2010 - Leslie Nielsen, attore e comico canadese (n. 1926)
- 2010 - Giorgio Pruzzo, calciatore italiano (n. 1929)
- 2010 - Renato Terra, attore italiano (n. 1922)
- 2010 - Franca Trentin, antifascista italiana (n. 1919)
- 2011 - Elsa Camarda, attrice e doppiatrice italiana (n. 1923)
- 2011 - Vittorio De Seta, regista e sceneggiatore italiano (n. 1923)
- 2011 - Charles Thomas Kowal, astronomo statunitense (n. 1940)
- 2011 - Lucio Magri, politico e saggista italiano (n. 1932)
- 2011 - Ante Marković, politico jugoslavo (n. 1924)
- 2011 - Gino Saccavini, politico italiano (n. 1930)
- 2011 - Saverio Tutino, giornalista e scrittore italiano (n. 1923)
- 2012 - Tarquinio Angiolin, canottiere italiano (n. 1928)
- 2012 - José Maria Fidélis, calciatore brasiliano (n. 1944)
- 2012 - Cosimo Nocera, calciatore italiano (n. 1938)
- 2012 - Franco Ventriglia, basso statunitense (n. 1922)
- 2012 - Zig Ziglar, scrittore statunitense (n. 1926)
- 2013 - Mitja Ribičič, politico jugoslavo (n. 1919)
- 2013 - Alessandro Setti, generale italiano (n. 1915)
- 2013 - Danny Wells, attore e doppiatore canadese (n. 1941)
- 2014 - Said Aql, poeta e politico libanese (n. 1911)
- 2014 - Chespirito, attore, sceneggiatore e autore televisivo messicano (n. 1929)
- 2014 - Lucidio Sentimenti, calciatore e allenatore di calcio italiano (n. 1920)
- 2014 - Bunta Sugawara, attore giapponese (n. 1933)
- 2014 - Gražina Tulevičiūtė, cestista sovietica (n. 1934)
- 2014 - Joe Vescovi, tastierista italiano (n. 1949)
- 2014 - Radomir Vukčević, calciatore jugoslavo (n. 1944)
- 2015 - Yoka Berretty, attrice olandese (n. 1928)
- 2015 - Richard Brousek, calciatore austriaco (n. 1931)
- 2015 - Walter Bruce, calciatore nordirlandese (n. 1938)
- 2015 - Gerry Byrne, calciatore inglese (n. 1938)
- 2015 - Giuseppe Giarrizzo, storico e politico italiano (n. 1927)
- 2015 - Ivan Hlevnjak, calciatore croato (n. 1944)
- 2015 - Marjorie Lord, attrice statunitense (n. 1918)
- 2015 - Pernille Rode, pallamanista, cestista e altista danese (n. 1932)
- 2015 - Janez Strnad, fisico e divulgatore scientifico sloveno (n. 1934)
- 2015 - Agustín Sánchez, calciatore spagnolo (n. 1931)
- 2015 - Gino Terreni, pittore e scultore italiano (n. 1925)
- 2015 - Olene S. Walker, politica statunitense (n. 1930)
- 2016 - Bill Bell, cestista canadese (n. 1927)
- 2016 - Caio Júnior, allenatore di calcio e calciatore brasiliano (n. 1965)
- 2016 - Ananias Eloi Castro Monteiro, calciatore brasiliano (n. 1989)
- 2016 - Jim Delligatti, imprenditore statunitense (n. 1918)
- 2016 - Dener Assunção Braz, calciatore brasiliano (n. 1991)
- 2016 - Sergio Galiano, produttore cinematografico e attore italiano (n. 1942)
- 2016 - Adolfo Horta, pugile cubano (n. 1957)
- 2016 - Mateus Lucena dos Santos, calciatore brasiliano (n. 1994)
- 2016 - Filipe Machado, calciatore brasiliano (n. 1984)
- 2016 - Arthur Maia, calciatore brasiliano (n. 1992)
- 2016 - Sérgio Manoel Barbosa Santos, calciatore brasiliano (n. 1989)
- 2016 - Mário Sérgio Pontes de Paiva, allenatore di calcio e calciatore brasiliano (n. 1950)
- 2016 - Matheus Biteco, calciatore brasiliano (n. 1995)
- 2016 - Marcelo Augusto Mathias da Silva, calciatore brasiliano (n. 1991)
- 2016 - Paul Guers, attore francese (n. 1927)
- 2016 - Bruno Rangel, calciatore brasiliano (n. 1981)
- 2016 - Cléber Santana, calciatore brasiliano (n. 1981)
- 2016 - Logan Tait, cestista canadese (n. 1934)
- 2016 - Mark Evgenovič Tajmanov, pianista e scacchista russo (n. 1926)
- 2016 - Thiego, calciatore brasiliano (n. 1986)
- 2016 - Gabriella Uluhogian, filologa e linguista italiana (n. 1936)
- 2016 - Van Williams, attore statunitense (n. 1934)
- 2016 - Tiago da Rocha Vieira Alves, calciatore brasiliano (n. 1994)
- 2016 - Josimar Rosado da Silva Tavares, calciatore brasiliano (n. 1986)
- 2016 - Ailton Cesar Junior Alves da Silva, calciatore brasiliano (n. 1994)
- 2016 - Lucas Gomes da Silva, calciatore brasiliano (n. 1990)
- 2016 - José Gildeixon de Paiva, calciatore brasiliano (n. 1987)
- 2016 - Guilherme Gimenez de Souza, calciatore brasiliano (n. 1995)
- 2016 - Everton Kempes dos Santos Gonçalves, calciatore brasiliano (n. 1982)
- 2017 - Shadia, attrice e cantante egiziana (n. 1931)
- 2017 - Alice Lok Cahana, pittrice ungherese (n. 1929)
- 2017 - Willi Marquardt, calciatore tedesco orientale (n. 1934)
- 2017 - Wladimiro Settimelli, fotografo e giornalista italiano (n. 1934)
- 2017 - Zdeněk Šreiner, calciatore cecoslovacco (n. 1954)
- 2018 - Mark Farrell, tennista britannico (n. 1953)
- 2018 - Nico Lo Muto, cantante italiano (n. 1943)
- 2018 - Andrea Milani Comparetti, matematico e astronomo italiano (n. 1948)
- 2018 - Robert Morris, scultore statunitense (n. 1931)
- 2018 - Nicanor de Carvalho, allenatore di calcio e calciatore brasiliano (n. 1947)
- 2018 - Ed Pastor, politico statunitense (n. 1943)
- 2018 - Piera Vidale, attrice e doppiatrice italiana (n. 1944)
- 2019 - Ernest Cabo, vescovo cattolico francese (n. 1932)
- 2019 - Andrew Clements, scrittore statunitense (n. 1949)
- 2019 - Juan Carlos Scannone, presbitero e teologo argentino (n. 1931)
- 2019 - Ronald Taylor, cestista e attore statunitense (n. 1947)
- 2019 - Pim Verbeek, allenatore di calcio e calciatore olandese (n. 1956)
- 2020 - Francesco Nerli, politico italiano (n. 1948)
- 2020 - Vítor Oliveira, allenatore di calcio e calciatore portoghese (n. 1953)
- 2020 - David Prowse, attore, culturista e sollevatore britannico (n. 1935)
- 2021 - Virgil Abloh, designer, stilista e imprenditore statunitense (n. 1980)
- 2021 - Pat Barrett, wrestler irlandese (n. 1941)
- 2021 - Andrej Choteev, pianista russo (n. 1946)
- 2021 - Aleksandr Borisovič Gradskij, cantante e compositore sovietico (n. 1949)
- 2021 - Laila Halme, cantante finlandese (n. 1934)
- 2021 - Emmit King, velocista statunitense (n. 1959)
- 2021 - Justo Gallego Martínez, monaco cristiano spagnolo (n. 1925)
- 2021 - Carrie Meek, politica statunitense (n. 1926)
- 2021 - Norodom Ranariddh, politico cambogiano (n. 1944)
- 2021 - Jolene Unsoeld, politica statunitense (n. 1931)
- 2021 - Frank Williams, imprenditore e dirigente sportivo britannico (n. 1942)
- 2022 - Cliff Emmich, attore statunitense (n. 1936)
- 2022 - Carlo Facchin, allenatore di calcio, calciatore e allenatore di calcio a 5 italiano (n. 1938)
- 2022 - Clarence Gilyard Jr., attore statunitense (n. 1955)
- 2022 - Donald McEachin, politico statunitense (n. 1961)
- 2022 - Giancarlo Padoan, doppiatore italiano (n. 1935)
- 2022 - Nello Sbaiz, dirigente sportivo, allenatore di calcio e calciatore italiano (n. 1941)
- 2023 - Lanny Gordin, compositore, musicista e polistrumentista brasiliano (n. 1951)
- 2023 - Charlie Munger, imprenditore, avvocato e filantropo statunitense (n. 1924)
- 2023 - John Nichols, scrittore statunitense (n. 1940)
- 2023 - Antōnīs Paragyios, calciatore greco (n. 1929)
- 2023 - Richard Rydze, tuffatore statunitense (n. 1950)
- 2023 - Cecil Sandford, pilota motociclistico britannico (n. 1928)
- 2023 - Germano Valsecchi, pugile italiano (n. 1948)
- 2023 - Josip Čorak, lottatore jugoslavo (n. 1943)
- 2024 - Janine Connes, astronoma francese (n. 1934)
- 2024 - Prince Johnson, politico e generale liberiano (n. 1952)
- 2024 - Lasse Nielsen, regista, sceneggiatore e produttore cinematografico danese (n. 1950)
- 2024 - Silvia Pinal, attrice e produttrice televisiva messicana (n. 1931)